# Lá chắn sống

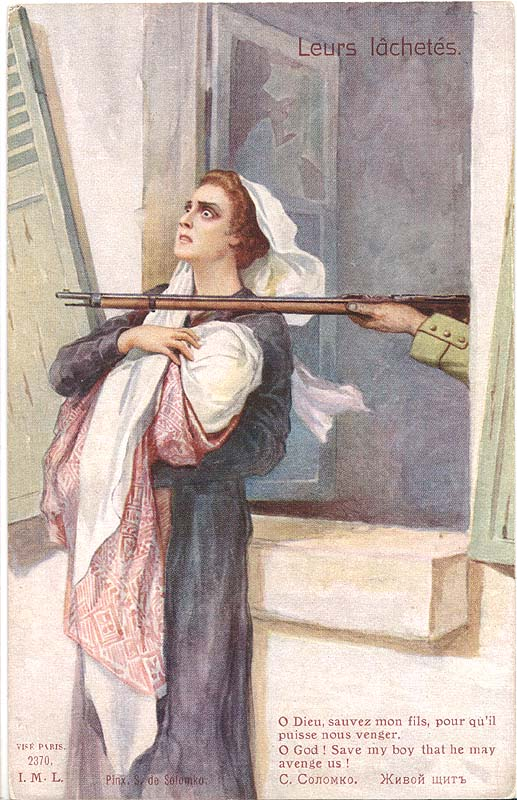
Bưu thiếp chiến tranh Lá chắn người của Serge Solomko

Lá chắn sống là một thuật ngữ hợp pháp, quân sự và chính trị biểu thị một người không chiến đấu (hoặc một nhóm), người bị buộc hoặc tình nguyện viên che chắn một mục tiêu quân sự hợp pháp để ngăn chặn kẻ thù tấn công nó.
Buộc những người không chiến đấu làm lá chắn của con người là một tội ác chiến tranh theo Công ước Geneva năm 1949, Nghị định thư bổ sung năm 1977 cho Công ước Geneva và Quy chế Rome năm 1998.

## Thế kỷ 20

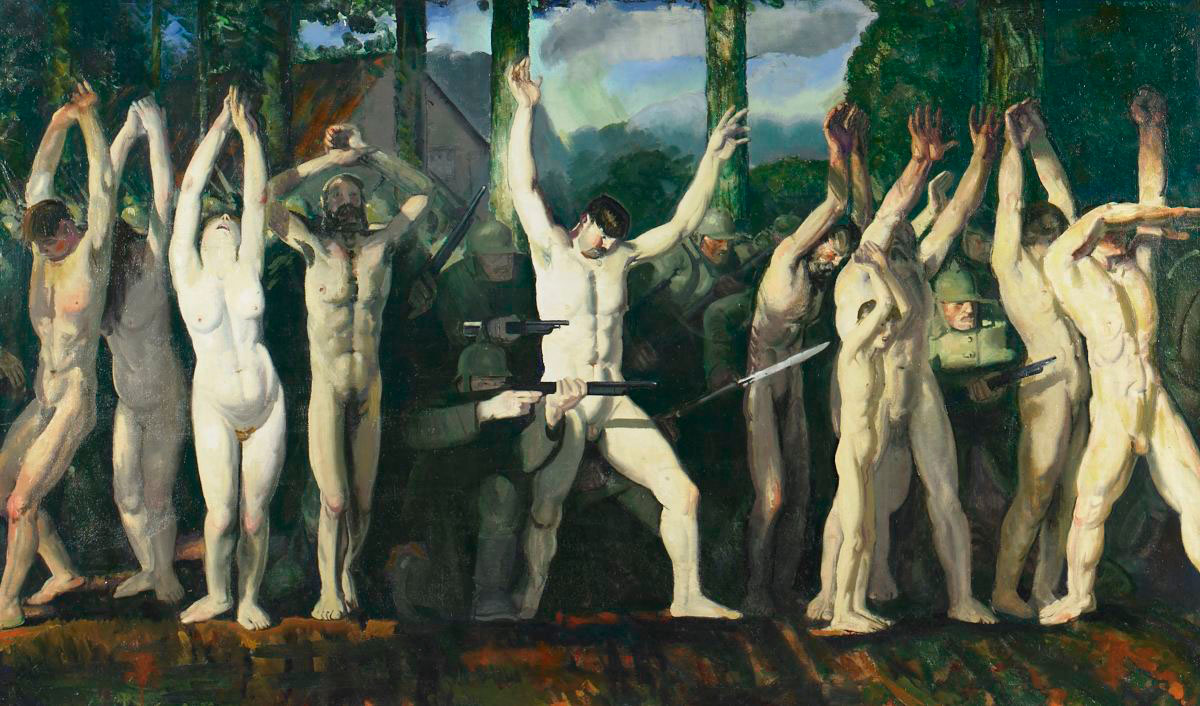
Rào chắn của nghệ sĩ người Mỹ George Bellows lấy cảm hứng từ một sự cố vào tháng 8 năm 1914, nơi lính Đức sử dụng thường dân Bỉ làm lá chắn người.

### Thế Chiến I
Mặc dù lá người đã được sử dụng trong suốt lịch sử để bảo vệ cả các mục tiêu quân sự và phi quân sự, nhưng phần lớn của thế kỷ 20 cho phạm trù pháp lý của con người che chắn để kết tinh thành ý nghĩa quy phạm đương đại của nó. Người ta không thể tìm thấy tài liệu tham khảo rõ ràng về lá chắn của con người trong Công ước Hague, nhưng Điều 23 của Công ước 1907 nói rằng '' Một kẻ hiếu chiến bị cấm bắt buộc các công dân của đảng thù địch tham gia vào các hoạt động chiến tranh chống lại đất nước của họ ' '.  Đề cập đến bài viết này, một ủy ban chính thức của chính phủ Bỉ đổ lỗi cho lực lượng Đức sử dụng '' màn hình con người '' trong Thế chiến I. Các tác giả của báo cáo năm 1915 giải thích rằng '' Nếu không được phép bắt buộc một người đàn ông phải nổ súng đối với đồng bào của mình, anh ta cũng không thể bị buộc phải bảo vệ kẻ thù và phục vụ như một lá chắn sống ''.

### Thế Chiến II
Sau Thế chiến II, tướng SS người Đức Gottlob Berger cho rằng có một kế hoạch, đề xuất của Luftwaffe và sự chấp thuận của Adolf Hitler, để thiết lập trại tù binh chiến tranh đặc biệt cho các phi công của Không quân Hoàng gia và Không quân Hoa Kỳ bị bắt tại các thành phố lớn của Đức, đóng vai trò là lá chắn của con người chống lại các cuộc tấn công ném bom của phe Đồng Minh. Berger nhận ra rằng điều này sẽ trái với Công ước Genève 1929 và lập luận rằng không có đủ dây thép gai do đó, kế hoạch này đã không được thực hiện.
Lực lượng Wehrmacht và sau này là lực lượng SS sử dụng rộng rãi thường dân Ba Lan làm lá chắn cho con người trong cuộc nổi dậy ở Warsaw khi tấn công các vị trí của quân nổi dậy.
Tại vụ thảm sát Wola ở Ba Lan vào ngày 7 tháng 8 năm 1944, Đức quốc xã đã buộc phụ nữ dân sự lên các phương tiện bọc thép như lá chắn người để tăng cường hiệu quả. Tại Bỉ vào tháng 5 năm 1940, ít nhất 86 thường dân đã bị Wehrmacht của Đức giết chết được gọi là Thảm sát Vinkt, khi người Đức bắt 140 dân thường và dùng họ làm lá chắn để băng qua cây cầu trong khi cầu đang cháy.
Trong trận Okinawa, lính Nhật thường sử dụng thường dân làm lá chắn người chống lại quân đội Mỹ.
Khi người Nhật lo ngại về các cuộc tấn công không khí Đồng Minh đến trên các đảo nhà của họ khi họ bị mất quần đảo Thái Bình Dương kiểm soát của họ từng người một để các nước đồng minh trong Chiến tranh Thái Bình Dương, họ phân tán căn cứ quân sự và các nhà máy chính trên khắp khu vực đô thị, do đó, các nhà sử học cho rằng Nhật Bản đã sử dụng thường dân của mình làm lá chắn người để bảo vệ các mục tiêu quân sự hợp pháp của họ chống lại sự bắn phá của quân Đồng minh. Do đó, Không quân Quân đội Hoa Kỳ (USAAF) không thể tấn công các mục tiêu quân sự thuần túy do những hạn chế của việc ném bom, trộn lẫn các cơ sở và nhà máy quân sự với các khu vực đô thị và công nghiệp tiểu thủ công ở các thành phố của Nhật Bản. Điều này đã khiến USAF vào đầu năm 1945 chuyển từ ném bom chính xác sang ném bom rải thảm và đã phá hủy 67 thành phố của Nhật Bản bằng bom gây cháy và sử dụng bom nguyên tử trên các thành phố Hiroshima và Nagasaki của Nhật Bản.

### Chiến tranh Triều Tiên
Trong trận Notch, các lực lượng Triều Tiên được tuyên bố đã sử dụng lính Mỹ bị bắt làm lá chắn người trong khi tiến công.